# Niemcy na Zimowych Igrzyskach Paraolimpijskich 2006
Reprezentacja Niemiec na Zimowych Igrzyskach Paraolimpijskich 2006 liczyła 35 sportowców.

## Medale

### Złote medale
Narciarstwo alpejskie
11 marca: Gerd Schönfelder, zjazd mężczyzn stojąc
12 marca: Gerd Gradwohl, zjazd mężczyzn niewidomych
14 marca: Martin Braxenthaler, supergigant mężczyzn siedząc
16 marca: Gerd Schönfelder, slalom gigant mężczyzn stojąc
17 marca: Martin Braxenthaler, slalom gigant mężczyzn siedząc
19 marca: Martin Braxenthaler, slalom mężczyzn siedząc
Narciarstwo klasyczne (biathlon i biegi narciarskie)
12 marca: Verena Bentele, biegi narciarskie, 5 km kobiet niewidomych
14 marca: Verena Bentele, biathlon, 7,5 km kobiet niewidomych

### Srebrne medale
Narciarstwo alpejskie
11 marca: Reinhild Möller, zjazd kobiet stojąc
13 marca: Gerd Schönfelder, supergigant mężczyzn stojąc
19 marca: Andrea Rothfuss, slalom gigant kobiet stojąc
Narciarstwo klasyczne (biathlon i biegi narciarskie)
12 marca: Frank Höfle, biegi narciarskie, 5 km mężczyzn niewidomych
14 marca: Josef Giesen, biathlon, 7,5 km mężczyzn stojąc

### Brązowe medale
Narciarstwo klasyczne (biathlon i biegi narciarskie)
11 marca: Wilhelm Brem, skiksyting 12,5 km mężczyzn niewidomych
11 marca: Verena Bentele, biathlon, 12,5 km kobiet niewidomych
12 marca: Thomas Ölsner, biegi narciarskie, 5 km mężczyzn stojąc
Narciarstwo alpejskie
18 marca: Gerd Schönfelder, slalom mężczyzn stojąc
19 marca: Gerd Gradwohl, slalom mężczyzn niewidomych